# クリスティー・ヘフナー
クリスティー・アン・ヘフナー（Christie Ann Hefner、1952年11月8日 - ）は、アメリカ合衆国の女性実業家でプレイボーイ・エンタープライジズの元会長兼CEOである。同社は彼女の父ヒュー・ヘフナーによって創設された。彼女は2009年1月30日に同社の地位から退いた。

## 生い立ち
1952年、ヒュー・ヘフナーとミルドレッド・ウィリアムズの長女として誕生。彼女はヘフナーの1番目の子である。彼女が5歳の時に両親が離婚。母親が再婚するとイリノイ州に移り住んだ。ニュー・トリーア高校卒業、インターローケン芸術センターにも出席。1974年にイギリス・アメリカ文学の学位で最優等でブランダイス大学を卒業。大学3年生の時にファイベータカッパクラブに選ばれる。

## 経歴
大学卒業後、プレイボーイ社での仕事に取り組み始めた。その5年後に副社長に昇進した。1982年にプレイボーイ・エンタープライジズの社長、1988年には取締役会長兼CEOに就任した。同社は成人向け事業を展開するスパイス・ネットワークとクラブジェナを買収。
2008年に彼女は、従業員を解雇する事を含む会社の活動を合理化する彼女自身の取り組みを従業員に書類で公開した。同年12月8日に2009年1月31日にCEOを辞任する意思を表示をした。彼女の父ヒュー・ヘフナーはバラク・オバマ次期大統領候補（当時）の選挙が、彼女が慈善事業により多くの時間を費やしたいと思うきっかけとなったのだろうと述べた。また、辞任は彼女自身が決めたものだと明かした。彼女自身は「わが国が政権交替を迎えつつあるように、私も今が自分の人生の変革の時期だと決断した」という声明を発表した。

## 慈善活動
ヘフナーは彼女の父親を称えてヒュー・M・ヘフナー修正1条賞を設立して、シカゴでエイズ患者のために中西部で最初の外来患者施設COREセンターを築く為に3000万ドルを集めるのを手伝った。

## 私生活
1995年にシカゴで元イリノイ上院議員で、現在は不動産開発業者兼弁護士のウィリアム・A・マロヴィッツと結婚。2012年、マロヴィッツがプレイボーイ社株のインサイダー取引の疑いで証券取引委員会から提訴された。後に16万8352ドルを支払うことで和解。彼とは2011年11月に別居、2013年に離婚した。